# 강경시외버스터미널
강경시외버스터미널은 충청남도 논산시 강경읍 계백로139번길 4(대흥리 56-4)에 위치한 버스터미널이다.
1999년까지 이 터미널은 강경역 근처에 있었으나 2000년에 현 위치로 이전하였다.

## 운행 노선
강경시외버스터미널에서 운행되는 노선은 아래와 같다.
| 방면        | 행선지               |
| ----------- | -------------------- |
| 충청권 방면 | 서대전, 양정, 연무대 |

## 같이 보기
- 논산고속버스터미널
- 연무고속버스터미널
- 논산시외버스터미널